# Escolives-Sainte-Camille
Escolives-Sainte-Camille es una localidad y comuna francesa situada en la región de Borgoña, departamento de Yonne, en el distrito de Auxerre y cantón de Coulanges-la-Vineuse.

## Demografía
| 352 | 376 | 357 | 367 | 450 | 429 | 504 | 501 | 465 | 476 | 483 | 491 | 430 | 444 | 460 | 436 | 432 | 372 | 386 | 385 | 316 | 315 | 323 | 327 | 355 | 365 | 368 | 344 | 368 | 423 | 508 | 679 | 714 |
| Para los censos de 1962 a 1999 la población legal corresponde a la población sin duplicidades (Fuente: INSEE [Consultar]) |     |     |     |     |     |     |     |     |     |     |     |     |     |     |     |     |     |     |     |     |     |     |     |     |     |     |     |     |     |     |     |     |